# Église de Lameilhé
L'église de Lameilhé est un centre œcuménique rassemblant culte protestant et catholique, situé dans le quartier de Lameilhé à Castres (Tarn, Occitanie, France).

## Histoire
Dans les années soixante, alors que la ville de Castres s'est largement étendue sur des nouveaux quartiers, il devient impératif de bâtir de nouveaux lieux de culte, afin de désengorger ceux du centre-ville, comme l'église Saint-Jacques-de-Villegoudou, qui sont submergés par les paroissiens. Ainsi, en avril 1968, une chapelle, appelée foyer Jean XXIII (en l'honneur du pape du même nom), est élevée et placée sous la direction du père Jean-Pierre Adell. Dans le même temps, alors qu'une nouvelle paroisse est créée, un conseil paroissial est établi, composé par des habitants du nouveau quartier. Sous l'impulsion de cette institution, le projet d'une véritable église est instigué, et le projet confié à l'architecte albigeois Henri Brunerie. Dans le même temps, le quartier doit accueillir un temple protestant pour l'Église réformé. Néanmoins, ces deux projets, au départ opposés, sont réunis en un seul projet œcuménique sous l'impulsion du pasteur qui propose la création d'une seule église pour les deux religions au père Adell. Celui-ci accepte, et c'est ainsi que l'église de Lameilhé est inaugurée en 1973, avec un ensemble de salles, soit réservées à l'une ou l'autre des religions, soit disponibles pour les deux.
L'ancien foyer Jean XXIII est offert à la colonie des Bonnes vacances.